# Standard Telephones and Cables
Standard Telephones and Cables Ltd (рус. "Стандартные телефоны и кабели", позже STC plc) — британский производитель телефонного, телеграфного, радио-телекоммуникационного и сопутствующего оборудования. За свою историю компания STC разработала несколько принципиально новых технологий, включая импульсную кодовую модуляцию (ИКМ) и оптическое волокно.
Основана в 1883 году в Лондоне под названием «International Western Electric» компанией «Western Electric» после того, как она стала поставщиком телефонного оборудования для «Bell System» в США. В 1925 году «Western Electric» отказалась от всех зарубежных операций и продала «International Western Electric» компании ITT в целях борьбы с антимонопольным законодательством США. В середине 1982 года компания стала независимой и была зарегистрирована на Лондонской фондовой бирже; некоторое время она входила в индекс FTSE 100. В 1991 году была куплена компанией Nortel.

## История

### Основание компании
Компания основана в 1883 году в качестве агента американской компании «Western Electric», которая также имела завод в Антверпене. Лондонская компания продавала разработанные в США телефоны и телефонные станции начинающим британским телефонным компаниям. Из-за больших расходов на импорт продукции компания в 1898 году приобрела недействующий завод по производству электрических кабелей в Норт-Вулидже в Лондоне. Помимо изготовления кабелей в свинцовой оболочке, завод начал сборку оборудования из компонентов, импортируемых из Бельгии и США, а впоследствии запустил собственное производство. Как британское юридическое лицо компания была зарегистрирована в 1910 году.
Первая Мировая война замедлила развитие компании, несмотря на то, что компания осуществляла поставки систем кабельной и радиосвязи для армии. В связи с ускоренным развитием радио в США в послевоенный период, компания получила преимущество при распространении широкого радиовещания в Великобритании. Помимо производства радиоприёмников, компания в союзе с компаниями-конкурентами основала в 1922 году Британскую радиовещательную компанию — BBC. Технология электронных ламп вышла из лабораторий в широкое коммерческое использование.

### Развитие компании вмежвоенный период
В 1925 году «Western Electric» продала подразделения, занимавшиеся международными операциями и продажей электроборудования общего назначения. Покупателем международных подразделений стала ITT Corporation, основанная Состенесом Беном в 1920 году и имевшая репутацию агрессивной и напористой компании. Подтверждая свою репутацию, ITT переименовала «International Western Electric» в «Standard Telephones and Cables» — подразумевая таким образом, что по изделиям компании будут оценивать продукцию конкуретнтов. Известными сотрудниками компании были Алек Ривз и Алан Блюмлейн, отлично трудившиеся на её благо.
В 1933 году была основана компания «Brimar» с целью производства электронных ламп американского образца в Футс-Крей, рядом с заводом «Kolster-Brandes».
В эти годы компания провела широкий ряд инновационных исследований и разработок: были разработаны и внедрены такие технологии, как многоканальная передача (1932), микроволновая передача (1934), коаксиальные кабели (1936), цельные радиосистемы для лайнеров «Queen Mary» и «Queen Elizabeth» (1936—1939), была запатентована импульсно-кодовая модуляция (1938).
В годы Второй мировой войны компания приложила много усилий для разработки технологий военной связи, радиолокации, навигационных средств и особенно OBOE.

### Появление телекоммуникаций

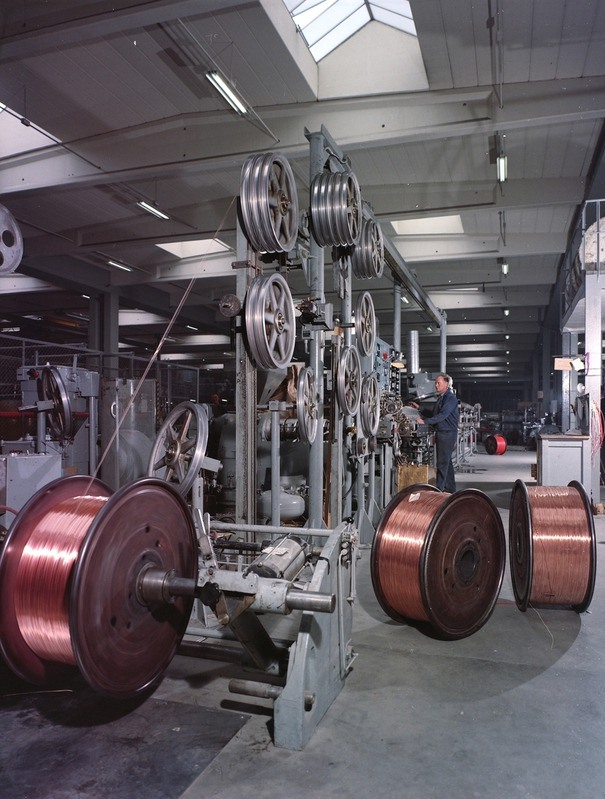
Производство на заводе STC в Осло, Норвегия, в 1965 году.

1950-е годы характеризовались созданием телевизионного вещания, которое было использовано для освещения коронации королевы Елизаветы II в 1953 году. Стабильное распространение телевизионных передач и доступность по Британии часто использует технологии и оборудование STC.

### Цифровая эра
В 1966 году Чарльз Као из стандартных телекоммуникационных лабораторий STC в Харлоу продемонстрировал, что свет, а не электричество можно использовать для чистой передачи речи и  данных на очень высоких скоростях. К 1977 году в Англии была установлена коммерческая волоконно-оптическая линия. В течение десяти лет BT отказалась от металлических кабелей, кроме как в помещении абонента. Перед закрытием STC, ее завод на улице Эмбербери, стал доминировать в использовании общественной телефонной системы Великобритании.

### Снижение, падение и возрождение
С развитием компьютерных технологий, влияющих и стимулирующих телекоммуникации, модным словом конца 1980-х стала «конвергенция». Это означало доминирование специализированных поставщиков, адаптированных к конкретным потребностям местного рынка. ITT необходимо было собрать наличные деньги для финансирования дальнейшего развития своей системы коммутации телефонов (Система 12) и распродать все, кроме миноритарного пакета акций STC, в период с 1979 по 1982 год.
К 1991 году из-за стареющей рабочей силы, потери бизнеса из-за недавно приватизированной BT, производство распространилось на слишком много дорогих площадок, и не было явной преемственности своего бывшего председателя, сэра Кеннета Корфилда, STC была куплена Northern Telecom (Nortel).

## Операции
Компания была основана в Соединенном Королевстве, а также вела деятельность в Австралии. Австралийский филиал STC был приобретен Alcatel Australia в 1987 году.